# Чернусь, Дмитрий Владимирович
Дмитрий (Ким) Владимирович Чернусь (9 октября 1958 — 18 января 2019) — российский литератор, переводчик, поэт, автор и исполнитель стиля альтернативный рок.

## Биография
Д. В. Чернусь родился в 1958 году в Таллинне, единственный сын своей матери Стеллы Петровны. В возрасте 14 лет он переехал в Москву.
В детстве Дима Чернусь носил прозвище «Сирота». Он увлекался шахматами, в начале 1970-х сыграл вничью в сеансе одновременной игры с Паулем Кересом, был знаком с Борисом Спасским и сыграл с ним партию на даче в поселке Луговой..
В 1985 году Чернусь окончил Литературный институт (семинар Евгения Долматовского).
Д. Чернусь избегал политики, он не был членом пионерской и комсомольских организаций, был только октябрёнком. Его политическая позиция — власть должна обслуживать людей, а не править.
В 1980-х Чернусь занимался переводами, переводчик поэзии авторов из республик СССР.
В 1991 году Дмитрий издал книгу «30 песен Rolling Stones», которая принесла ему коммерческий успех.
В 1994 году он стал арт-директором и затем совладельцем одного из первых московских рок-клубов — «Sexton F.O.Z.D». После пожара, который уничтожил клуб, занимался бизнесом, владел небольшим итальянским рестораном.
В начале 2000-х Чернусь работал музыкальным продюсером с группами «White Spirit», «НТО-рецепт», также работал с певицей Инной Разумихиной.
В 2000-е Д. Чернусь создал группу «Чернусь», с которой издал 6 музыкальных альбомов. У группы не было постоянного состава.
В 2005 году вышел фильм «Попса», где Чернусь снялся в эпизодической роли, и в котором звучит его песня «Леннон! Марли! Че Гевара!».
Также он участвовал в сериале В. Зеленского «Молоды и счастливы».
В 2011 году Чернусь жил с женой и дочкой в деревне около Лобни.
В 2018 снялся в андеграундном фильме Мужик с топором (режиссер Андрей Богатырев).
Д. В. Чернусь скончался в Москве 18 января 2019 года в возрасте 60 лет. Похоронен на Луговском кладбище в городе Лобня, участок 4А.

### Семья
- Мать: Стелла Петровна Чернусь, в Москве она работала в «шашлычной» у Белорусского вокзала, где собиралась советская богема[6].
- Отчим: Дмитрий Александрович Виноградов, поэт-переводчик, сын Ольги Ивинской[6].

Был женат, есть дочь Стелла.

## Музыка
Творчество Дмитрия Чернуся, по его словам, основано на роке 1960-х — 70-х годов и основано на социальности, сексуальности и саркастичности.
Несколько песен Чернуся стали популярными: «Леннон! Марли! Че Гевара!», «Шляпы долой», «Лолита», «Bonnie and Clyde» и другие.

## Альбомы
6 альбомов изданы музыкальным лейблом «Снегири» («Снегири рекордс»).
- 2004 — «Она»
- 2005 — «Он» (Дмитрий Чернусь, Дмитрий Казанцев, Дмитрий Честных, Стас Опойченков, Александр Бестужев (ст), Виктор Анисимов, Андрей Карасев, Люка Карасева, Инга Асадова, Поль Йомбуно, Елена Никитаева, Гриша Сантони, Вадим Иващенко, Сергей Денисов, Сергей Чекморенко, Александр Бестужев (мл), Сергей Неробеев, Анна Полякова, Иван Лёзов, Елена Абрамова, Боли Канн).
- 2006 — «Герои рок-н-ролла»
- 2008 — «Любидо»
- 2010 — «Бонусы»[13] (Дмитрий Чернусь, Дмитрий Казанцев, Корней, Опойченков, Гагауз, Дашкин, Павлов (Дима), Немов, Власов, «Верная Рука» Габолаев, Карасёв, Честных, Шатуновский, Чаруша, Миляева).
- 2010 — «Аццтой»[14].